# 南方東英資產管理
南方東英資產管理有限公司（英語：CSOP Asset Management Limited），簡稱南方東英，是一家總部位於香港的資產管理公司，並在新加坡設立子公司，是首家由內地公募基金公司在海外成立的子公司。
截至2025年6月，南方東英在香港和新加坡市場共管理60只交易所交易產品（ETP）及3只互惠基金。

## 歷史發展
2008年，為促進RQFII(人民幣合格境外機構投資者)、QDII業務發展，中國證監會發佈《關於證券投資基金管理公司在香港設立機構的規定》。南方基金率先行動，在香港成立第一家中資基金公司。南方東英資產管理有限公司由南方基金管理有限公司與東英金融集團於香港合資成立，是中國境內基金公司獲批成立的第一家境外分隻機構。 
2012年RQFII政策落地，南方東英在香港發行首批RQFII ETF——南方富時中國A50 ETF，該產品成為彼时境外規模領先的A股指數追蹤產品之一，在2014年的規模超500億港元。
自2017年以來，南方東英接連率先推出追蹤本地指數的槓反產品，涵蓋恆生指數、恆生科技指數和恆生中國企業指數港股三大旗艦指數，包括南方東英恒生科技指數每日槓桿（2x）產品等。
2019年，南方東英成立新加坡子公司，專注於在新加坡市場發行ETF與互惠基金，目前在新加坡發行了6隻ETF和1隻互惠基金。
2020年，首只恒生科技指數ETF-南方東英恆生科技指數ETF在香港上市，該ETF成為全球首隻且規模最大的追蹤恆生科技指數的ETF，且在2022年7月成為首批納入“ETF通”的港股通ETF之一。
同年，借著中國國債被納入世界主流國債指數的契機，中國資產受到更多海外投資者的關注。南方東英新加坡子公司在新加坡交易所發行工銀南方東英富時中國國債指數ETF，吸引了一批共建“一帶一路”國家和地區的主權財富基金、政府資金、大型銀行機構等機構投資者，並成為規模領先的中國政府純債ETF。
2020年之後，隨著互聯互通的不斷深化，南方東英成為首批內地-香港ETF互掛項目和中國-新加坡ETF互掛項目的參與者之一。互掛項目包括恆生科技ETF、亞太精選ETF和東南亞科技ETF。
2023年，在“一帶一路”與金融國際化戰略背景下， 南方東英推出了亞洲首隻追蹤沙特阿拉伯股票市場的ETF-南方東英沙特阿拉伯ETF。。
同年，南方東英在香港發行了亞洲首批加密資產ETF-南方東英比特幣期貨ETF和南方東英以太幣期貨ETF 。
2024年，為共建中沙金融市場合作橋樑，南方東英通過內地與香港ETF互掛機制，實現沙特阿拉伯ETF在滬深交易所上市，初始募集資金12億人民幣。
同年10月30日，Albilad南方東英MSCI香港中國股票ETF（Albilad CSOP MSCI Hong Kong China Equity ETF）在沙特交易所上市，該產品將不少於95%的資產投資於香港上市的南方東英MSCI 港股通精選ETF，憑藉12億美元的初始規模，上市即成為中東地區規模最大的ETF。
2025年，香港證監會允許個股槓桿及反向產品在港發行。同年三月，南方東英在香港交易所推出亞洲首批9隻個股槓桿及反向產品，為投資者在亞洲交易時段提供便捷的美國熱門股票交易或對沖工具。

## 外部連結
南方東英官網
南方基金官網